# Gian Giacomo Gallarati Scotti
Conte Gian Giacomo Gallarati Scotti, nobile dei principi di Molfetta, patrizio milanese, patrizio napoletano (Oreno, 2 settembre 1886 – Venezia, 4 gennaio 1983), è stato un diplomatico e politico italiano.
Al momento della sua morte era l'ultimo superstite dei senatori del Regno d'Italia.

## Gli anni giovanili
Nato a Oreno (oggi frazione di Vimercate) e sesto di otto figli, ha origini patrizie: suo padre Gian Carlo (Pisa, 17 febbraio 1854 - Milano, 15 maggio 1927) è principe di Molfetta e conte di Candia, mentre sua madre è Maria Luisa Melzi d'Eril, figlia di Giacomo dei duchi di Lodi e di Giuseppina Barbò dei conti di Casalmorano (Balerna, 21 gennaio 1856 - Milano, 7 febbraio 1937). Tommaso Gallarati Scotti è suo fratello primogenito.
Negli anni giovanili, Gian Giacomo cresce nella Milano che fa esperienza della libertà dopo la lunga dominazione austriaca. Il ceto che conta in città è unito nelle vedute economiche mentre è diviso in fazioni a livello politico. Egli cresce fra la famiglia paterna che è al vertice della fazione clericale, quella denominata del “mondo nero” che coltiva un forte senso di fedeltà alla Chiesa e la famiglia materna, al vertice della fazione liberale della città, quella del “mondo bianco” la quale nutre simpatie e ammirazione per Casa Savoia e i fatti dell’epoca risorgimentale.
Per volere materno, la formazione scolastica viene impartita dall'Istituto Bognetti Boselli di Via dei Bossi e quella spirituale viene affidata a un giovane sacerdote nativo di Desio: Don Achille Ratti, il futuro pontefice Pio XI.
Laureatosi in Giurisprudenza, nel 1911, all'Università degli Studi di Genova, l'anno successivo avvia una brillante carriera diplomatica nelle colonie italiane. Si sposa, nel 1927, con Ida Mocenigo Soranzo (Venezia, 21 ottobre 1898- Venezia, 23 dicembre 1969), nobildonna veneziana e dall'unione nascono quattro figlie femmine: Cecilia (1928), Carla (1929), Maria Luisa (1931) e Maria Letizia (1935).

## Carriera diplomatica e politica
Nel 1912 partecipa al primo concorso per funzionari del neonato ministero delle Colonie. Superato il concorso, viene nominato Vicecommissario regionale e destinato a Cheren in Eritrea, primo incarico della sua ventennale carriera diplomatica. Con lo scoppio della Prima Guerra Mondiale si arruola volontario come Ufficiale nei Lanceri di Novara quindi, a conflitto ultimato, torna a Cheren per poi essere promosso Commissario regionale e trasferito a Tobruk in Libia. Nella Cirenaica fa esperienza del fuoco nemico: un gruppo di ribelli libici, attacca la spedizione organizzata per raggiungere l'oasi di Giarabub, qui viene colpito da tre proiettili che lo raggiungono al braccio sinistro; braccio che gli viene amputato nei giorni successivi all'ospedale di Derna.
Tornato in Italia, per un lungo periodo di convalescenza, il 12 luglio 1926 viene chiamato alla carica di podestà di Oreno (all'epoca ancora comune indipendente). Nel discorso di insediamento risulta interessante il passaggio in cui si augura che l’agricoltura possa prosperare «sotto forma più evoluta e moderna» e che anche la «piccola industria che è corollario prezioso» porti vantaggio generale, dato che la sola terra «non è sufficiente a dar pane a tutta la popolazione». Questo significa che Gian Giacomo, nel 1926, capisce che la società non si può più basare solo sulla coltivazione della terra ma, al tempo stesso, intuisce i pregi e i pericoli dell’industrializzazione: preziosa per dare dignità e lavoro alla gente e devastante per l’ambiente che la ospita. Con il 1929, Oreno viene aggregato al confinante Comune di Vimercate. Pochi giorni prima, il 28 dicembre 1928, Pietro Badoglio, viene nominato governatore della Tripolitania e Cirenaica e vuole Gian Giacomo con sé in Libia, come capo del gabinetto diplomatico. Carica che accetterà e ricoprirà sino al dicembre 1933 concludendo la sua carriera diplomatica con il titolo onorifico di Segretario generale del ministero delle Colonie.
Il 24 febbraio 1934 su proposta di Bruno Fornaciari, all'epoca prefetto di Milano, viene nominato dal Re, senatore del Regno; il relatore della sua nomina è Maurizio Gonzaga. L'anno successivo viene nominato podestà di Vimercate mantenendo la carica fino al 7 marzo 1938, quando viene nominato podestà di Milano, nonostante suo fratello maggiore Tommaso Gallarati Scotti, ambasciatore italiano a Madrid (1944-1946) e a Londra (1946-1949) nel dopoguerra, fosse un noto antifascista.
Sia a Palazzo Madama sia a Palazzo Marino svolge attività prettamente amministrativa, non cedendo a esaltazioni o fanatismi. A Roma riesce a stilare l'elenco degli animali per cui è vietata l'uccisione nel Testo Unico della Caccia del 1939 e fra questi, inserisce l'orso bruno delle Alpi, primo caso di animale feroce che viene protetto. A Milano riesce a portare a termine la rivisitazione del centro storico, fa edificare l'Arengario di Piazza Duomo, oggi sede del Museo del Novecento, acquista per conto del Comune quattro cascine ancora oggi di proprietà del Comune di Milano, una su tutte, la Cascina San Romano che con i suoi 120 ettari di parco è conosciuta dai milanesi come il "boscoincittà".
Dopo il 25 luglio 1943 e la caduta di Mussolini, il nuovo capo del Governo Pietro Badoglio, stabilisce la sostituzione dei podestà delle principali città d'Italia. Il 16 agosto, su invito del Prefetto, si dimette e viene sostituito da un commissario prefettizio. Come quasi tutti i senatori del Regno, viene sottoposto a processo per collaborazionismo col fascismo; inizialmente condannato, viene assolto in Cassazione.
Con la nascita della Repubblica Italiana, Gian Giacomo si ritira dalla politica attiva concentrando le energie verso la sensibilizzazione dell'opinione pubblica circa il concetto di antropocene, ovvero la messa al centro dell'uomo nell'era geologica che stava e che tutt'ora stiamo vivendo. Con tenacia e determinazione ha perseguito il progetto di istituire il Parco Naturale Adamello Brenta, habitat naturale dell'orso bruno delle Alpi e ha sostenuto la protezione del plantigrado con la fondazione dell'Ordine di San Romedio, un'associazione che aveva l'obiettivo di divulgare politiche ambientali e intervenire per la protezione dell'orso.
Se è vero che negli anni del dopoguerra ha concentrato gli sforzi per la missione naturalistica, è altrettanto vero che ha continuato a svolgere incarichi e mansioni che lo hanno ancora visto protagonista della vita milanese: ha fatto parte del Consiglio della Veneranda Fabbrica del Duomo di Milano, dal 1961 al 1965 è stato presidente del Circolo dell'Unione e nel 1963 è stato presidente del comitato esecutivo della Permanente.
Nel 1978, premiando l'immutato slancio creativo e propositivo che ha contraddistinto la sua attività naturalistica, Fulco Pratesi, l'ha voluto nel Comitato d'onore dell'Associazione WWF Italia.
Nel 1982, viene insignito dall'ex Re Umberto II del Collare della Santissima Annunziata, la massima onorificenza di Casa Savoia.
Muore nella sua dimora veneziana il 4 gennaio 1983, a 97 anni, ultimo superstite dei senatori del Regno d'Italia.

## La tutela dell'orso bruno prima e durante la Seconda Guerra Mondiale
Sin da ragazzo nutre una predilezione per la figura del padre Gian Carlo, abile cacciatore ma, soprattutto, esperto naturalista, che nella vita ha avuto occasione di esplorare sia in Europa sia in Africa, per motivi legati allo studio e alla caccia. Memorabili risultano i viaggi in Eritrea e in Lituania.
Nel 1924, durante un permesso dalla missione diplomatica, organizza un soggiorno sulle Dolomiti per fare escursioni. Non è solo, fra i sentieri viene accompagnato da un esemplare di giovane leopardo proveniente dall'altopiano eritreo di Mària Neri. Un eccentrico fatto che narrerà, avanti negli anni, scrivendo: «assicuro che la bella e maculata bestiola, che balzava tra i massi di Pataseos e di Val Nembino, era inaspettata, ma non sempre gradita visione ai passanti!». Supportato dai legami instaurati con molti valligiani durante le numerose villeggiature a Madonna di Campiglio, Gian Giacomo si rende conto dello spopolamento dell'orso bruno dovuto alla caccia intensificata sia per fame sia per venderne la pelliccia, soprattutto, durante il primo conflitto mondiale.
A seguito della perdita del braccio sinistro durante un conflitto a fuoco subito in Libia, deve interrompere la carriera diplomatica per trascorrere un periodo di convalescenza in Italia. Approfitta della situazione per affinare gli studi naturalistici, approfondendo soprattutto, la figura dell'orso bruno delle Alpi e i luoghi che abita. Si rende conto che la sopravvivenza dell'animale è indissolubilmente legata alla salvaguardia dell'ambiente in cui vive: l'orso ha bisogno di grandi spazi dove poter essere libero di procurarsi il cibo e di riprodursi. Gian Giacomo, vedendo quanto l'equilibrio biologico sia compromesso, vuole intervenire e così, nel 1928 scrive un rapporto «inteso ad ottenere dal Governo Nazionale misure protettive nella zona Adamello-Brenta, istituendo un parco nazionale che potrà chiamarsi di Madonna di Campiglio». Cataloga la documentazione in suo possesso ed elenca le persone che potrebbero prodigarsi per la causa. Stila una proposta di istituzione del parco e la invia al veneziano conte Alessandro Marcello, membro della sezione veneta della Società Botanica Italiana, per far sì che venga vagliata dall’assemblea e si possa sperare in un’eventuale adesione alla sua domanda presso il ministero dell’Economia nazionale. Il 25 giugno 1928 il conte Marcello ottiene l'approvazione dall’assemblea. Inoltre, trova l'appoggio di tre onorevoli, i senatori Cesare Nava, Giuseppe Castiglioni e Gilberto Borromeo. Nava si spende affinché la domanda arrivi sulla scrivania di Alessandro Martelli, l’allora ministro dell’Economia nazionale e con lettera del 15 dicembre 1928, comunica a Gian Giacomo di aver «consegnato e illustrato a S.E. Martelli, ministro per l’Economia nazionale, la domanda relativa al Parco Nazionale di Madonna di Campiglio». La missiva continua informandolo che «il ministro accolse assai fervidamente la proposta e mi propose che l’avrebbe personalmente studiata» ma, dopo questo promettente andamento, il progetto si interrompe.
Il 1935 è un anno particolare per la salvaguardia dell'orso bruno delle Alpi; Guido Castelli, un autodidatta, dipendente del Museo tridentino di scienze naturali, pubblica il libro L'orso bruno nella Venezia Tridentina, un'opera che, oltre a essere un saggio di qualità, ha il pregio di aver risvegliato l’entusiasmo di un gruppo di persone che hanno voglia di battersi per la causa dell’orso e non solo. Fra questi c’è Fausto Stefenelli, triestino di origine trentina, fondatore insieme a Emilio Comici della Scuola nazionale di alpinismo del Club Alpino Italiano. Presto, ai due, si unisce Gian Giacomo facendo nascere fra i tre amicizia e collaborazione per il raggiungimento del doppio obiettivo: protezione dell'orso e del suo habitat naturale con l'istituzione del Parco Naturale prediligendo lo scopo scientifico.
Fra il 1936 e il 1940 sono numerosi gli articoli che appaiono sui quotidiani e sulle riviste specializzate poiché l'idea di parco a scopo prettamente scientifico non è condivisa da tutti; una fazione, capeggiata dai senatori Carlo Bonardi e Ottorino Carletti prediligono l'istituzione del parco per scopi turistici. Inoltre, fra i trentini, molti intravedono possibili restrizioni e divieti con la nascita della riserva e così si oppongono. Fra questi, il maggior oppositore è Lino Bonomi all'epoca, direttore del Museo tridentino delle scienze naturali.
Gian Giacomo ha l'opportunità di scrivere un articolo sul Corriere della Sera del 21 dicembre 1937 e lo stesso riesce a pubblicarlo con maggior ampiezza sulla rivista specializzata Rassegna Faunistica dando modo di diffondere con forte eco l'idea di parco che i tre stanno perseguendo ma soprattutto dà prova pionieristica nel descrivere la deforestazione e l'eccessiva antropizzazione, come principali cause dei possibili cambiamenti climatici che riguarderanno l'Italia; concetto che la comunità scientifica conierà nel secondo dopoguerra con il termine di "antropocene".
Per sua iniziativa, la legge sulla caccia, entrata in vigore il 1º gennaio 1940 (regio decreto 1016 del 5 giugno 1939), vieta per la prima volta la caccia all'orso bruno in tutta Italia, primo caso di divieto di uccisione di un animale feroce.
Il secondo conflitto mondiale è ormai iniziato, l'iter di istituzione del Parco non è mai partito, Gian Giacomo tenta la via di istituire un'area protetta di modesta dimensione ma che possa rimediare all'inerzia delle politiche centrali. Attraverso l'ampio lascito Marco de Marchi al Museo civico di storia naturale di Milano, Gian Giacomo, come podestà del capoluogo lombardo, vuole acquistare una zona nella Valle d'Arnò, una valle secondaria a quella di Breguzzo nel Trentino Occidentale al fine di renderla esclusivamente accessibili per scopi scientifici, dandola in gestione al museo meneghino. Il progetto verrà descritto da Guido Castelli in una piccola pubblicazione. Un progetto che l'infuriare della guerra destinerà all'oblio.

## La tutela dell'orso bruno nel dopoguerra
La guerra ha azzerato ogni iniziativa, ma non ha smorzato la tenacia delle persone che si sono interrogate sulla fattibilità del parco. A Gian Giacomo, Guido Castelli e Fausto Stefenelli, si uniscono i fratelli Renzo e Paolo Videsott. Il gruppo, però, il 15 agosto 1947 subisce la perdita del pioniere Guido Castelli venuto a mancare all'età di 71 anni. Assestato il colpo, le iniziative proseguono con l'istituzione del primo movimento ambientalista italiano dandosi appuntamento a Oreno presso Villa Gallarati Scotti il 24 giugno 1948.
Il sodalizio prenderà il nome di Movimento per la protezione della natura e, grazie alla cronaca di Dino Buzzati, pubblicata sul Corriere della Sera, si conoscono nel dettaglio i nomi dei partecipanti e gli obiettivi che il nuovo movimento si è prefissato. Negli anni, il Movimento si è distinto in quattro sezioni: piemontese, lombarda, veneta e trentina. Gian Giacomo coprirà la carica di presidente della sezione lombarda, sezione che troverà sede in via Celoria, presso la facoltà di Scienze dell'Università Statale di Milano e fra i soci vi prendono parte Dino Buzzati, Claudio Barigozzi, Ardito Desio, Silvio Ranzi e Edgardo Moltoni.
Dopo il fallimento di due proposte di legge per istituire il Parco Naturale Adamello Brenta a cura di Fausto Stefenelli nel 1949 e Paolo Videsott nel 1950, Gian Giacomo Gallarati Scotti, lancia un appello attraverso la rivista Le vie d'Italia del Touring Club Italiano. Egli propone, nel 1954, di istituire una zona protetta solo nella Val di Tovel, forte della speranza che trattandosi di un fazzoletto di terra, tra i 5.000 e i 10.000 ettari, privo di abitazioni, le complicanze burocratiche dovrebbero essere di poco conto e invece, anche questa volta, l'immobilismo ha la meglio.
Il 4 giugno 1956, organizza a Trento un convegno di respiro internazionale: La difesa della maggiore fauna alpina in pericolo di estinzione. Dal verbale della seduta redatto dal segretario Gianemilio Piazzoli, si appura che sono presenti 42 persone. Anche questa volta, Dino Buzzati, si fa portavoce pubblicando un lungo articolo sul Corriere della Sera. Fra i presenti vi è Ottorino Pedrini, all'epoca Assessore all'Agricoltura e alle Foreste della Regione Trentino, il quale assicura che la Regione stanzierà i finanziamenti per coprire totalmente le spese di risarcimento dei danni causati dagli orsi agli apicoltori e agli agricoltori, unico deterrente efficace per scongiurare il fenomeno del bracconaggio.
L'entusiasmo fra i convenuti porta a istituire una nuova associazione internazionale che possa dare voce e spazio ai temi dell'ambientalismo. Nasce così, a Oreno presso Villa Gallarati Scotti, il 12 maggio 1957, l'Ordine di San Romedio. La scelta del santo anacoreta come protettore dell'orso bruno sta nel fatto che la leggenda vuole che Romedio di Thaur, vissuto nel X secolo nei pressi di Sanzeno, dove ora sorge un santuario edificato in suo onore, dovesse recarsi a Trento per incontrare San Vigilio quando un orso uccide il suo cavallo, impedendogli la partenza. Romedio, senza indugi, lo ammansisce e se ne serve per raggiungere l'amico vescovo.
L'associazione si compone di tre sezioni: quella italiana capeggiata da Gian Giacomo, quella francese presieduta da Claude Chavane, già presidente della Federazione francese della caccia alpina e quella austriaca diretta da George Thurn di Valsassina. Fra i soci italiani vi sono: Dino Buzzati, Fulco Pratesi, fondatore del WWF Italia, Carlo De Ferrari, all'epoca vescovo di Trento, Giovanni Spagnolli, presidente del Senato dal 1973 al 1976, Bruno Kessler, senatore dal 1983 al 1991, Nilo Piccoli, sindaco di Trento dal 1951 al 1964.
Su questi argomenti Gian Giacomo produce tre pubblicazioni: L'orso bruno di Linneo (1958), La protezione dell'orso bruno in Italia (1960) e Gli ultimi orsi bruni delle Alpi (1962). Solo nel 1969 il Parco Naturale Adamello Brenta verrà istituzionalizzato anche se comincerà a fare la differenza solo nei primi anni Novanta. La penna di Gian Giacomo continuerà a scrivere sino a pochi mesi prima della sua dipartita. Alla fine degli anni Ottanta, farà numerosi appelli su riviste come Airone per sensibilizzare gli addetti ai lavori a interrompere le sperimentazioni scientifiche che costringono i pochi esemplari di orso, vecchi e spaventati, a subire il trauma della cattura, anche se temporanea e della sedazione.

## Albero genealogico
|                                                       |                    |                                                  | Genitori                                                                   |  |  | Nonni |  |  | Bisnonni                                       |  |  | Trisnonni                                        |  |
|                                                       |                    |                                                  |                                                                            |  |  |       |  |  | Carlo Gallarati Scotti, I principe di Molfetta |  |  | Giuseppe Gallarati Scotti, VI marchese di Cerano |  |
|                                                       |                    |                                                  |                                                                            |  |  |       |  |  | Carlo Gallarati Scotti, I principe di Molfetta |  |  | Giuseppe Gallarati Scotti, VI marchese di Cerano |  |
|                                                       |                    | Costanza Orsola Belloni                          |                                                                            |  |  |       |  |  | Carlo Gallarati Scotti, I principe di Molfetta |  |  |                                                  |  |
| Tommaso Gallarati Scotti, II principe di Molfetta     |                    |                                                  |                                                                            |  |  |       |  |  | Carlo Gallarati Scotti, I principe di Molfetta |  |  |                                                  |  |
|                                                       |                    | Francesca Guerrieri Gonzaga                      | Odoardo Guerrieri Gonzaga                                                  |  |  |       |  |  |                                                |  |  |                                                  |  |
|                                                       |                    | Francesca Guerrieri Gonzaga                      | Odoardo Guerrieri Gonzaga                                                  |  |  |       |  |  |                                                |  |  |                                                  |  |
|                                                       |                    | Francesca Guerrieri Gonzaga                      | Camilla Gallarati Scotti                                                   |  |  |       |  |  |                                                |  |  |                                                  |  |
| Gian Carlo Gallarati Scotti, III principe di Molfetta |                    | Francesca Guerrieri Gonzaga                      |                                                                            |  |  |       |  |  |                                                |  |  |                                                  |  |
|                                                       |                    | Giovanni Francesco Melzi d'Eril, II duca di Lodi | Luigi III Melzi d'Eril, X conte di Magenta                                 |  |  |       |  |  |                                                |  |  |                                                  |  |
|                                                       |                    | Giovanni Francesco Melzi d'Eril, II duca di Lodi | Luigi III Melzi d'Eril, X conte di Magenta                                 |  |  |       |  |  |                                                |  |  |                                                  |  |
|                                                       |                    | Giovanni Francesco Melzi d'Eril, II duca di Lodi | Caterina Odescalchi                                                        |  |  |       |  |  |                                                |  |  |                                                  |  |
| Barbara Melzi d'Eril                                  |                    | Giovanni Francesco Melzi d'Eril, II duca di Lodi |                                                                            |  |  |       |  |  |                                                |  |  |                                                  |  |
|                                                       |                    | Elisa Suardi                                     | Giovanni Suardi                                                            |  |  |       |  |  |                                                |  |  |                                                  |  |
|                                                       |                    | Elisa Suardi                                     | Giovanni Suardi                                                            |  |  |       |  |  |                                                |  |  |                                                  |  |
|                                                       |                    | Elisa Suardi                                     | Adelaide Archinto                                                          |  |  |       |  |  |                                                |  |  |                                                  |  |
| Gian Giacomo Gallarati Scotti                         |                    | Elisa Suardi                                     |                                                                            |  |  |       |  |  |                                                |  |  |                                                  |  |
|                                                       | Carlo Melzi d'Eril | Luigi III Melzi d'Eril, X conte di Magenta       |                                                                            |  |  |       |  |  |                                                |  |  |                                                  |  |
|                                                       | Carlo Melzi d'Eril | Luigi III Melzi d'Eril, X conte di Magenta       |                                                                            |  |  |       |  |  |                                                |  |  |                                                  |  |
|                                                       | Carlo Melzi d'Eril | Caterina Odescalchi                              |                                                                            |  |  |       |  |  |                                                |  |  |                                                  |  |
| Giacomo Melzi d'Eril                                  | Carlo Melzi d'Eril |                                                  |                                                                            |  |  |       |  |  |                                                |  |  |                                                  |  |
|                                                       |                    | Carolina Barbiano di Belgiojoso d'Este           | Rinaldo Alberico Barbiano di Belgiojoso d'Este, III principe di Belgioioso |  |  |       |  |  |                                                |  |  |                                                  |  |
|                                                       |                    | Carolina Barbiano di Belgiojoso d'Este           | Rinaldo Alberico Barbiano di Belgiojoso d'Este, III principe di Belgioioso |  |  |       |  |  |                                                |  |  |                                                  |  |
|                                                       |                    | Carolina Barbiano di Belgiojoso d'Este           | Giovanna Mellerio                                                          |  |  |       |  |  |                                                |  |  |                                                  |  |
| Luigia Melzi d'Eril                                   |                    | Carolina Barbiano di Belgiojoso d'Este           |                                                                            |  |  |       |  |  |                                                |  |  |                                                  |  |
|                                                       |                    | Giulio Barbò, conte di Casalmorano               | Gerolamo Giuseppe Barbò, conte di Casalmorano                              |  |  |       |  |  |                                                |  |  |                                                  |  |
|                                                       |                    | Giulio Barbò, conte di Casalmorano               | Gerolamo Giuseppe Barbò, conte di Casalmorano                              |  |  |       |  |  |                                                |  |  |                                                  |  |
|                                                       |                    | Giulio Barbò, conte di Casalmorano               | Teresa Pallavicino                                                         |  |  |       |  |  |                                                |  |  |                                                  |  |
| Giuseppina Barbò                                      |                    | Giulio Barbò, conte di Casalmorano               |                                                                            |  |  |       |  |  |                                                |  |  |                                                  |  |
|                                                       |                    | Palmira Cadolini                                 | …                                                                          |  |  |       |  |  |                                                |  |  |                                                  |  |
|                                                       |                    | Palmira Cadolini                                 | …                                                                          |  |  |       |  |  |                                                |  |  |                                                  |  |
|                                                       |                    | Palmira Cadolini                                 | …                                                                          |  |  |       |  |  |                                                |  |  |                                                  |  |
|                                                       |                    | Palmira Cadolini                                 |                                                                            |  |  |       |  |  |                                                |  |  |                                                  |  |